# Militär-Zeitung

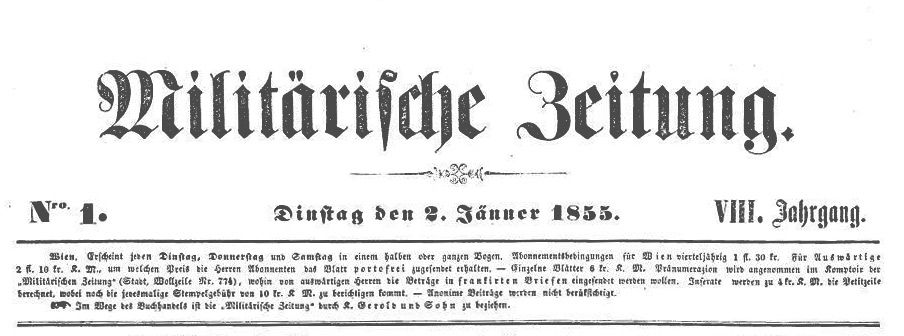
Militärische Zeitung vom 2. Januar 1855

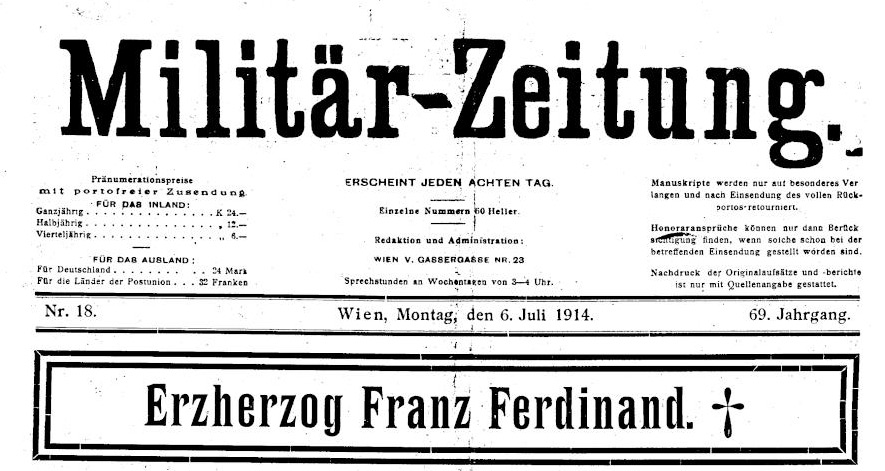
Die Ausgabe nach dem Attentat auf den österreichischen Thronfolger

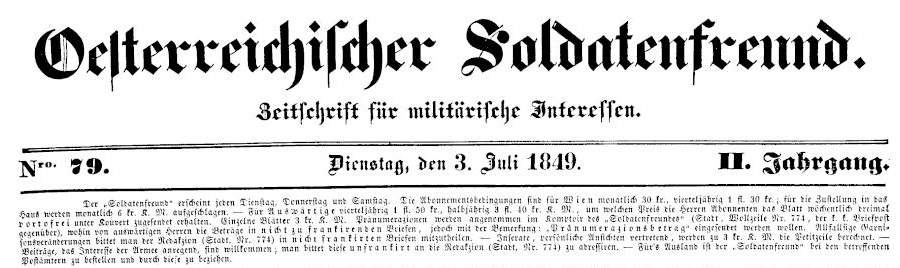
Oesterreichischer Soldatenfreund – Zeitschrift für militärische Interessen, vom 3. Juli 1849

Die Militär-Zeitung erschien in Wien von 1848 bis 1919. Anfangs hieß sie Oesterreichischer Soldatenfreund, ab 1855 Militärische Zeitung, ab 1857 bis zu ihrem Ende 1919 „Militär-Zeitung“. In den Archiven finden sich die Ausgaben ab dem 3. Juli 1849. Zu den Herausgebern und verantwortlichen Redakteuren zählten unter anderem Jaromir Hirtenfeld, Josef Vorwahlner, Johann Fischer, Friedrich Müller und zuletzt der Oberleutnant der Reserve Eduard Eggerth.
Die Militär-Zeitung hatte kein explizites Zielpublikum. Sie bediente den Zeitgeist, wo die militärische Aufrüstung ein Leitmotiv der Politik war. Die Zeitung berichtete aus national-patriotischer Perspektive über alles, was mit Waffen, Schlachten und Heeren zu tun hatte.
Trotz ihrer langen Publikationszeit, oft mehrmals wöchentlich, existiert über die Militär-Zeitung keine Sekundärliteratur. Es wird jedoch häufig, und bereits in der zweiten Hälfte des 19. Jahrhunderts, auf die Zeitung als Quelle  zugegriffen. So zitiert zum Beispiel Ernst Freimund 1876 anerkennend einen Artikel in der Ausgabe vom 23. April 1850, in dem zu einer neuartigen Wundbehandlung in Militärlazaretten geraten wird: feuchte Umschläge zusammen mit einer Diät aus Wein und Semmeln nach dem Naturheilkundler Johann Schroth.

## Textbeispiele

### 1849
Die erste erhaltene Ausgabe des Oesterreichischen Soldatenfreunds beschreibt detailreich die Schlacht bei Zsigárd:
„Die Insurgenten, 30.000 Mann mit 80 Kanonen, unter Görgey's persönlicher Anführung, standen 1200 Schritte hinter Deáki, südwestlich von Séllye, mit der Front gegen Deáki, und dehnten sich mit dem linken Flügel in der Richtung auf Also-Szélly zur Dudvágh, mit dem rechten über den Hotvágh.“
Es folgt auf der Titelseite ein Artikel über „Militärschmiede, die zugleich Thierärzte“ seien, also nicht nur für den Hufbeschlag von Militärpferden zuständig. Den größten Teil der vierseitigen Ausgabe umfasst der „Armee-Kurier“. Beispiel:
„(Vom Po.) Ein Theil von unseren Truppen in Ancona hat am 26. Juni den Rückmarsch in's Venezianische angetreten.“

### 1855
Am 1. Januar 1855 vollzog die Zeitung ihren ersten Namenswechsel, von Oesterreichischer Soldatenfreund zu Militärische Zeitung. In einer Erklärung dazu in der Wiener Zeitung eine Woche zuvor gab die Redaktion keinen Grund für den Namenswechsel an, wohl aber umriss sie ihr Themengebiet:
„Die Fülle des Materials, nicht sowohl in wissenschaftlicher als auch in unterhaltender Richtung, die Original-Mittheilungen über die bemerkenswerthesten Veränderungen aller europäischen Heere, nicht minder das Bestreben unsere in der gegenwärtigen Epoche gesuchten Nachrichten vom Kriegschauplatze möglichst schnell der Oeffentlichkeit zu übergeben, haben uns veranlaßt, diese «Militärische Zeitung» dreimal in der Woche herauszugeben.“

### 1872
Nach dem Deutsch-Französischen Krieg machte die Zeitung am 3. Januar 1872 mit einem Friedensappell auf und diskutierte eine Seite weiter die Subordination (Unterwerfung) im Militär:
„Was ist eine Armee ohne Pflichtgefühl, ohne Lust und Liebe zum Dienst, Armee, die nicht erfüllt ist vom Geiste der Waffenkunst? Glaubt denn wirklich ein ernster Mann in unserer Zeit, dass mit dem Gehorsam in einer Armee Alles gethan ist?“

### 1914
Im Vorfeld des Ersten Weltkriegs warnte die Militär-Zeitung vor der militärischen Stärke Russlands und dessen Unterdrückung Polens und kritisierte, dass
„nicht nur das abenteuerlustige u. übermütige Serbien, sondern auch das kleine unbedeutende Montenegro unsere Monarchie verhöhnte“.
In derselben Ausgabe vom 15. Januar 1914 beklagt die Zeitung, dass die Kriege seltener geworden seien und deswegen kaum ein österreichischer Offizier mehr lange dienen könne. Damit sei ein Ende des Militäradels angebrochen, denn Offiziere bekamen nach 40 Jahren automatisch den Adelstitel. Während des Weltkriegs nahm die Leserschaft der Militär-Zeitung zu, sodass sie ab dem Februar 1918 von sechs Seiten pro Ausgabe auf 16 Seiten und mehr anwuchs. Mit der Niederlage fiel das Erscheinen der Zeitung im November und Dezember 1918 aus. Ab Januar 1919 reduzierte sich der Umfang auf sechs Seiten pro Monat.

### 1919
Die letzte Ausgabe der Militär-Zeitung vom 15. Oktober 1919 titelt „Die künftige Wehrmacht“ und zählt auf der dritten von sechs Seiten die Verluste der Entente-Länder im Ersten Weltkrieg auf:
„An Fliegern verlor Frankreich im Kriege an der Front 1945 Flieger und Beobachter tot. Vermißt sind 1461, verwundet 2922. Ums Leben kamen im Dienste der Militärluftfahrt im Lande 1927 Führer und Beobachter. Der Gesamtverlust beträgt 7757 Flieger.“